# Pietro dei Romani
Pietro dei Romani (fl. XI secolo) è stato un nobile e politico italiano.
Come suo padre, portava l'illustre titolo di Romanorum patricius, consul, dux et senator ("Patrizio, console, duca e senatore dei Romani"), che implicava il suo potere temporale su Roma e il suo esercito. Era figlio di Alberico III dei Conti di Tuscolo . Di conseguenza, era un discendente di Teofilatto I, conte di Tuscolo.
Gli storici usano il termine Saeculum obscurum per descrivere il periodo in cui il papato fu sotto il diretto controllo della nobiltà romana, in particolare quando era sotto il dominio della famiglia di Teofilatto, che sarebbe poi divenuta la famiglia Colonna.